# نسخة تجريبية (موسيقى)

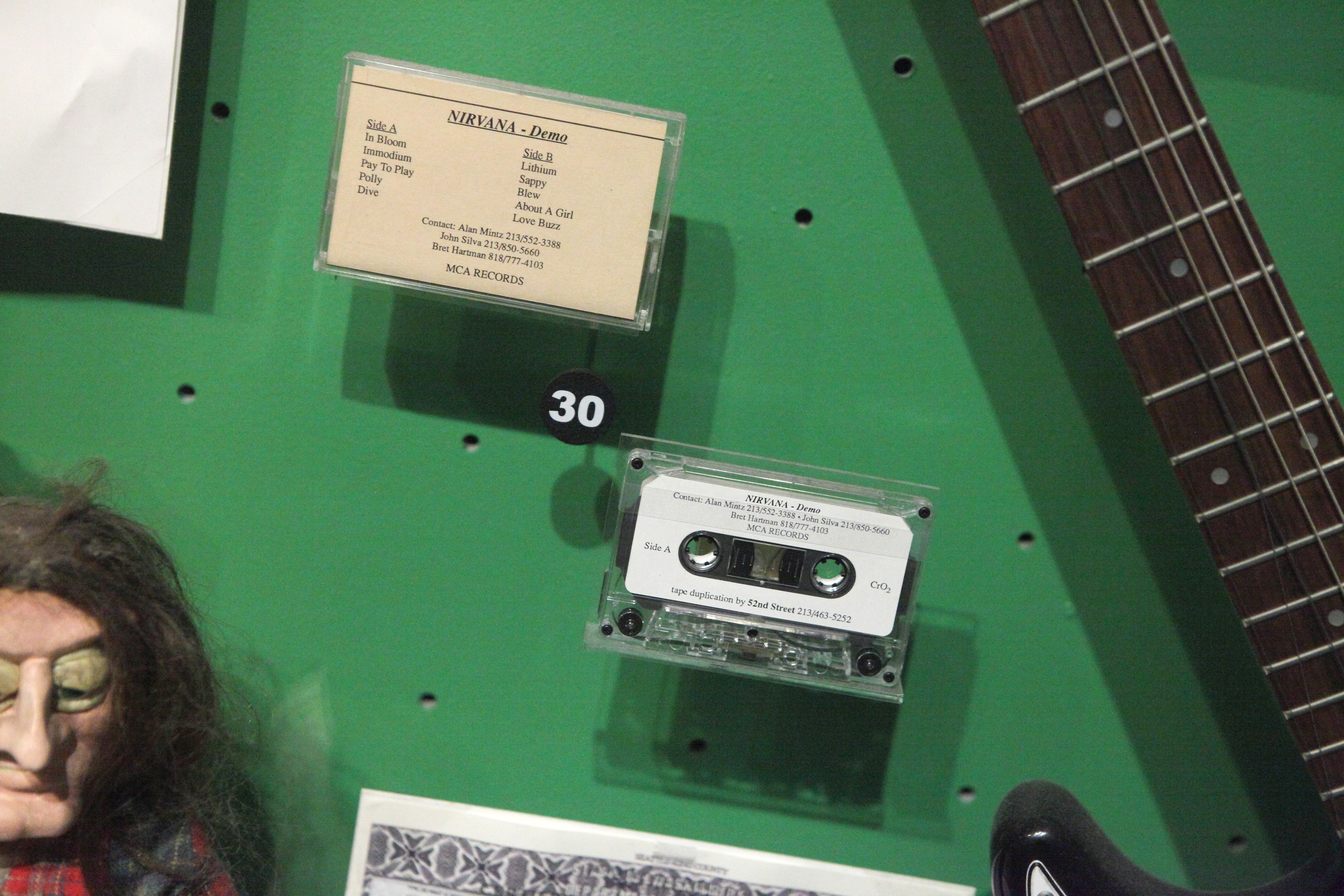

النسخة التجريبية لأغنية هو تسجيل لأغنية قبل إصدارها الرسمي، وهي طريقة للفنانين لتقريب أفكارهم على الشريط أو القرص، وتمول مثل هذه الأفكار إلى شركات التسجيلات أو منتجين أو فنانين آخرون، الموسيقيون عادة يستخدمون النسخة التجريبية كمسودة سريعة للمشاركة مع الزملاء، وفي حالات أخرى، كاتب الأغاني يصنع نسخة ويرسلها إلى الفنانين بأمل امتلاك أغنية مسجلة بشكل محترف، أو قد يحتاج ناشر موسيقي لنسخة تجريبية للنشر أو للحقوق المحفوظة.